# Travis Wear
Travis James Wear (Long Beach, California, 21 de septiembre de 1990) es un exjugador de baloncesto estadounidense. Con 2,08 metros de estatura, juega en la posición de ala-pívot. Es hermano gemelo del también baloncestista David Wear.

## Trayectoria deportiva

### Universidad
Tras disputar en 2009 el prestigioso McDonald's All-American Game, jugó una temporada con los Tar Heels de la Universidad de Carolina del Norte, en la que promedió 3,5 puntos y 2,2 rebotes por partido. Tras esa temporada, fue transferido junto con su hermano gemelo David a los Bruins de la Universidad de California, Los Ángeles, donde disputó tres temporadas más, en las que promedió 8,2 puntos y 4,1 rebotes por partido.

### Profesional
Tras no ser elegido en el Draft de la NBA de 2014, jugó con los Atlanta Hawks la NBA Summer League 2014, para posteriormente fichar en el mes de septiembre por los New York Knicks. Debutó como profesional ante Chicago Bulls el 29 de octubre, anotando dos puntos.
La temporada 2014-15 disputó 51 partidos con los New York Knicks en los que sumó una media de 3.9 puntos y 2.1 rebotes en poco más de 13 minutos de juego con un 40% de acierto en tiros de campo, destacando especialmente en un encuentro ante los Rockets donde anotó 21 tantos.
Para la temporada 2015-16 ficha por el San Sebastián Gipuzkoa Basket Club, en sustitución de Ivan Johnson, que no llegó a debutar. En la Liga ACB coincidió con su hermano gemelo David Wear, que jugaba en el Baloncesto Fuenlabrada.
El 1 de septiembre de 2016 fichó por Los Angeles Lakers.

## Selección nacional
Disputó el Campeonato FIBA Américas Sub-18 de 2008, donde su equipo terminó como vicecampeón. 
Una década después volvió a representar a su país a nivel internacional, jugando con la selección absoluta en 4 partidos de la clasificación de FIBA Américas para la Copa Mundial de Baloncesto de 2019.

## Estadísticas de su carrera en la NBA

### Temporada regular
| Año     | Equipo      | PJ | PT | MPP  | %TC  | %3P  | %TL   | RPP | APP | ROB | TPP | PPP |
| ------- | ----------- | -- | -- | ---- | ---- | ---- | ----- | --- | --- | --- | --- | --- |
| 2014-15 | New York    | 51 | 1  | 13.2 | .402 | .367 | .769  | 2.1 | .8  | .3  | .2  | 3.9 |
| 2017-18 | L.A. Lakers | 17 | 0  | 13.4 | .347 | .362 | 1.000 | 2.2 | .4  | .2  | .3  | 4.4 |
| Total   | Total       | 68 | 1  | 13.2 | .388 | .364 | .824  | 2.1 | .7  | .3  | .2  | 4.0 |